# Colossobolus oblongopedus
Espèce
Statut de conservation UICN

 NT  : Quasi menacé
Colossobolus oblongopedus est une espèce de mille-pattes de la famille des Pachybolidae endémique de Madagascar.

## Répartition et habitat
Cette espèce est présente dans les forêts d'Antsahabe et de Manangarivo qui sont deux forêts tropicales sèches ainsi que dans la forêt d'Analabe, qui est une forêt littorale.